# Rom (Mecklenburg)
Rom ist eine Gemeinde im Landkreis Ludwigslust-Parchim in Mecklenburg-Vorpommern (Deutschland). Sie wird vom Amt Parchimer Umland mit Sitz in Parchim verwaltet.

## Geografie und Verkehr

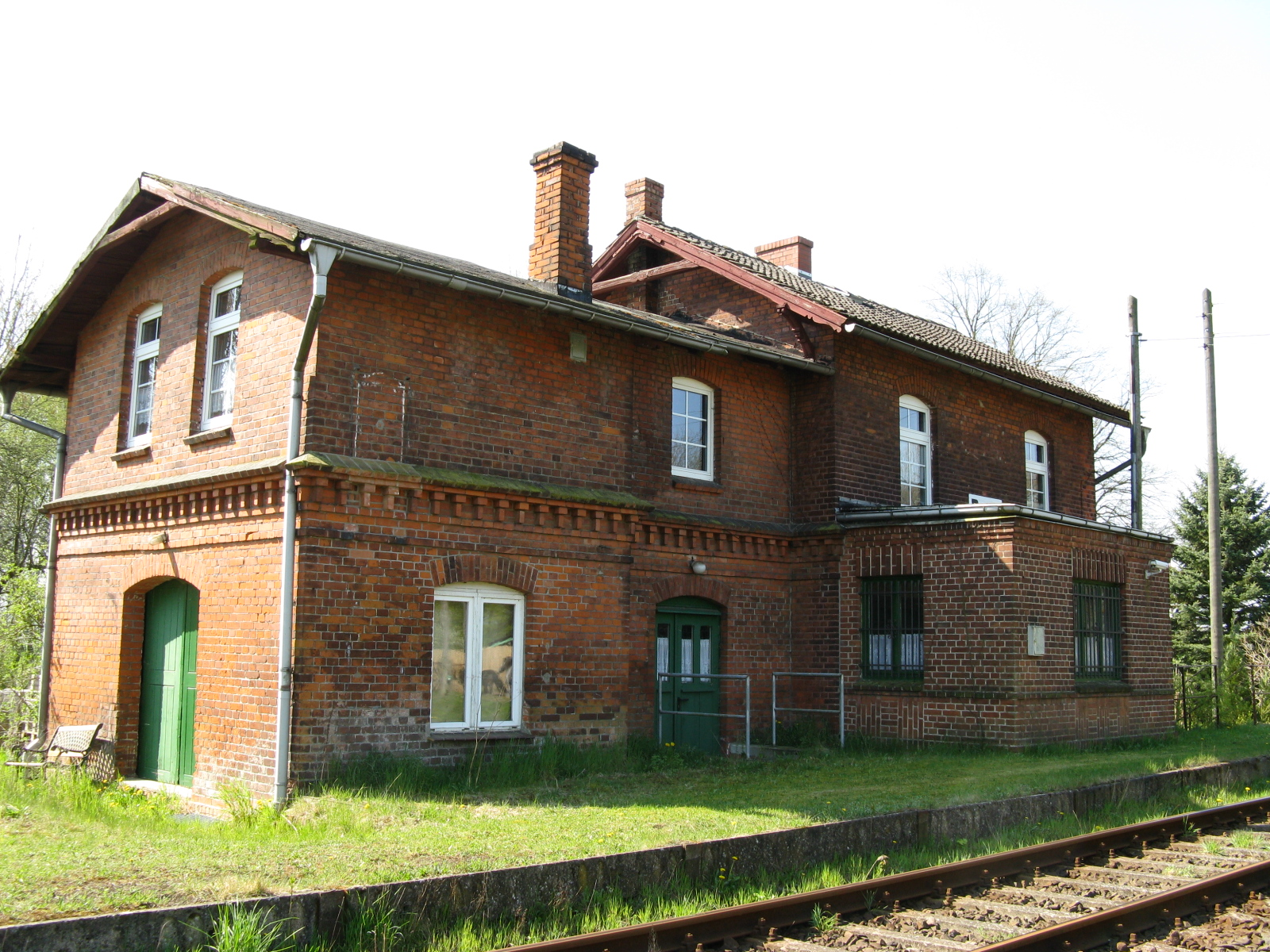
Ehem. Haltepunkt Rom (Meckl) (2008)

Die Gemeinde liegt sieben Kilometer östlich von Parchim und sieben Kilometer westlich von Lübz. Die Bundesstraße 191 verläuft durch die Gemeinde. Die Bundesautobahn 24 ist über die Anschlussstelle Parchim erreichbar (18 km). Das Gemeindegebiet wird südlich von der Müritz-Elde-Wasserstraße begrenzt. Im nördlichen Teil befindet sich das Darzer Hochmoor und das Wockertal. Der Haltepunkt Rom (Meckl) lag an der Bahnstrecke Parchim–Neubrandenburg.
Zur Gemeinde Rom zählen die Ortsteile Darze, Klein Niendorf, Lancken, Paarsch, Rom und Stralendorf.

## Geschichte

### Rom
Rom wird 1310 Villa Rome, 1320 Roma, 1329 Rome und 1621 Rohm genannt. Der Name stammt aus dem slawischen und bezieht sich auf den Lokator.
Am 7. Januar 1310 verliehen Nicolaus und Johann als Fürsten von Werle dem Heiligen-Geist-Haus in Parchim das Dorf Rome als ihr Eigentum. Von Einkünften aus Rom wurde 1320 berichtet, die der Parchimer Bürger Reinward Medow zu einer Vikarei in Parchim vermachte. Und am 13. März 1329 bestätigte der Schweriner Bischof Johann der Stadt Parchim drei Hufen von Rom. Verschiedene Anrechte, die in späterer Zeit die von Möllendorff und Stralendorff hatten, kaufte die Stadt Parchim 1618 und 1658 zurück.

### Lancken
Als ältestes Dorf der Gemeinde Rom wurde Lancken am 4. Juni 1229 erstmals urkundlich erwähnt. Lancken wurde als besonders Kirchspiel zu Parchim abgezweigt. Kirchherr und Patronat verblieb bis 1663 bei St. Georgen in Parchim, danach ging es an die Landesherren über.
Aus einer ehemaligen Meierei des Gutes Greven entstand um 1700 ein Gut der Familien von Hammerstein (ab 1800), von Soden (ab 1806), Ritter von Henckel (nach 1824) sowie der Familien Blanck, Stucken und bis 1945 Wesendorf. 1830 erfolgte der Abriss des alten Gutshauses, unter der Familie Blanck wurde das noch existierende Herrenhaus, ein Backsteinbau mit Krüppelwalmdach, 1846 fertiggestellt. Ab 1960 diente es als Schule, ab 1984 als Kinderferienhaus und befindet sich heute in Privatbesitz.

### Darze

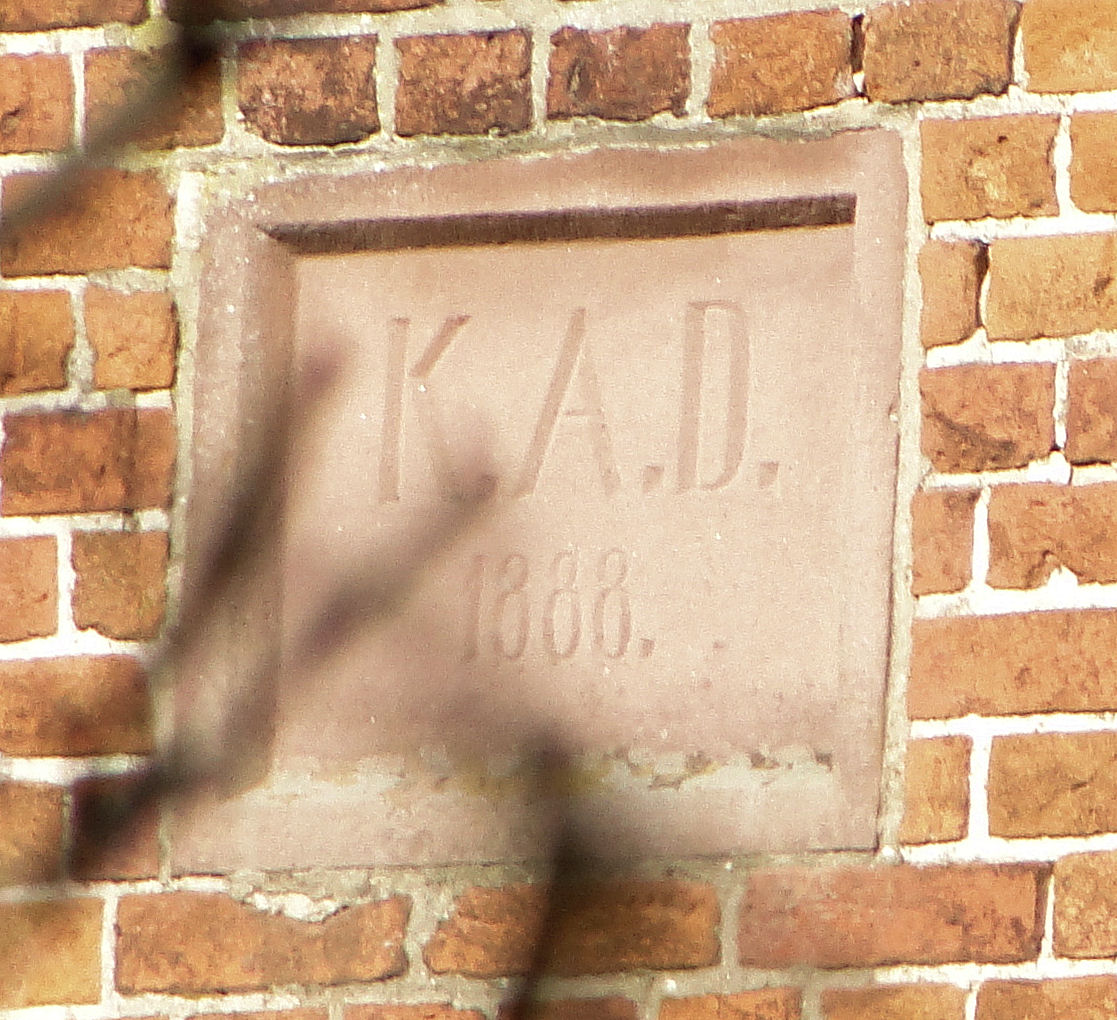
Schild im Giebel K. A. D. (Klosteramt Dobbertin) 1888, ist Baubeginn des Hauses (2012)

Darze, auch Drögendasse, wurde erstmals am 5. Februar 1370 urkundlich als Dertze erwähnt. 1451 wurde der in Darze wohnende Knappe Achim Zwerin genannt, als er dem Vorsteher der Marienkirche in Parchim und dem Kämmerer zwei Mark Lübsche Rente aus Domsühl verkaufte.
Seit 1466 ist Darze Klosterdorf, in einer Urkunde des Klosters Dobbertin vom 13. September 1508 wurde der Kontakt des Klosters mit dem Dorf Darze belegt. Die Brüder Achim, Hans und Hermen Hagenouwe (Hagenow) verkauften der Priorin Sophia Vieregge und der Unterpriorin Anna Dessyns und dem Konvent des Klosters Dobbertin das halbe Hochgericht, die halbe Bede, das halbe Hundekorn und den halben Burgdienst über das ganze Dorf aus sechs Höfen und sieben Hufen Dertze. Die Herzöge Heinrich und Albrecht von Mecklenburg verliehen am 27. Mai 1514 an ihren Rat, den Schweriner Vogt Achim Kessin Lehngüter in Stralendorf und Darze, die durch das Aussterben des Geschlechts Schwerin (Swerine) an sie gefallen waren. Wegen seiner schweren Schulden verkaufte Kessin Darze dem Kloster Dobbertin. Unterlagen zum Klostergut Darze wurden schon 1578 angelegt. 1619 wurden zwei Kossattenstellen in Darze verkauft und 1646 gab es zwischen dem Klosteramt Dobbertin und der Stadt Parchim Auseinandersetzungen um zwei Bauernstellen in Darze. Nach den Einquartierungen Kaiserlicher Truppen 1658/60 waren in Darze und in Stralendorf den Untertanen enorme Kriegsschäden zugefügt worden, wie der Dobbertiner Pastor Petrus Zander am 18. Januar 1661 dem Klosteramt berichtete.
Zwischen Darze und Parchim fanden von 1724 bis 1850 Grenzregulierungen mit Grenzprotokollen statt, dazu wurde 1849 ein Situationsplan der Grenzen angefertigt. Unmittelbar an die Dorflage grenzt das Große Moor, heute Naturschutzgebiet, das bis 1918 zum Klostergut gehörte.
1745 ließ das Klosteramt Dobbertin durch den Königlich preußische Landvermesser Christoph Seemann in Darze alle Hausstellen, Acker, Wiesen, Hölzungen und unbrauchbare Orte vermessen.
Pächter, auch Pensionäre genannt, des Klosteramtes:
- erwähnt 1800 Rohnfeld.[20]
- 1858–1863 Carl Eggebrecht.
- 1863–1866 Christoph Theodor Kuhlow vom Bauhof Marnitz.
- 1869–1886 sein Sohn Ökonom Matthias Kuhlow.
- 1886–1900 Matthias Kuhlow.
- erwähnt 1924 Wilhelm Titius.

Durch den Dobbertiner Amtsmaurermeister Christian Retzloff wurde 1861 ein Stallgebäude errichtet.
1866 baute man einen zweihischigen Kathen, ein eingeschossiger Backsteinbau mit zwei Wohnungen.
1886 wurde der Neubau des Schafstalls für den Pächter Matthias Kuhlow auf dem Pachthof fertiggestellt. Dazu kamen 15000 gebrannte Mauerziegel aus der Ziegelei Herzberg. 1868 baute man das Schulhaus, doch schon im Juli 1827 wurde als erster Schulmeister der Schmiedemeister Carl Ludwig Maasch aus Dobbertin in Darze eingeführt. 1884 baute man einen Stall auf dem Forsthof, 1885 erfolgten Reparaturen an der Scheune, der Umbau des Schaf- und Kuhstalles sowie der Neubau eines Brunnens. 1888 kam der Anbau an die Scheune auf dem Pachthof und auf dem Forsthof wurde 1890 ein Schweinehaus gebaut. 1897 wurden Altenteilwohnungen in den Kathen eingerichtet und bis 1904 erfolgte der Anbau am Pächterhaus. 1903 wurde der Schmiede-Kathen mit Stall für 4900,24 Mark gebaut.
Ab 1892 hatte das Klosteramt Dobbertin die Jagd der Feldmark Darze bis 1901 für eine Jahrespacht von 800 Mark an das Officiercorps des Mecklenburgischen Dragoner-Regiments Nr. 18 in Parchim verpachtet.
Förster und Holzwärter, seit 1830 in Darze für das Dobbertiner Forstamt tätig:
- 1830–1853 Zebuhr,
- 1854–1862 Wendland,
- 1864–1867 Kapenhengst,
- 1868–1881 Agatz,
- 1882–1895 Franz Zehbuhr,
- 1897–1899 Carl Buckow,
- 1900–1905 Friedrich Kobel,
- 1906–1909 Arthur Seelig,
- 1910–1937 Fritz Heider, danach Revierförster.[27]

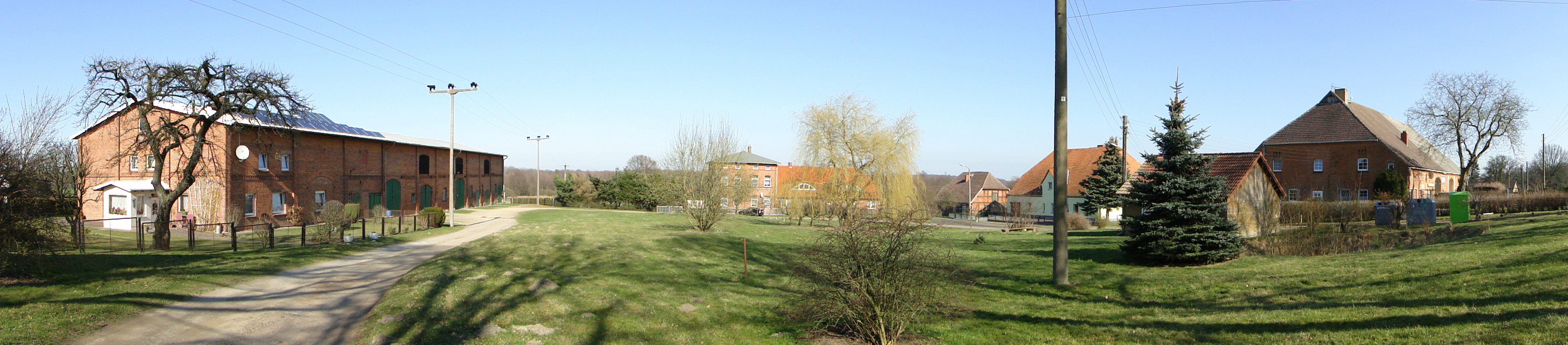
Ehemaliger Gutshof (2012)

Nach Auflösung des Klosteramtes 1920 in Dobbertin erfolgte am 15. Januar 1921 durch Vertreter der neuen Landesregierung in Schwerin eine Besichtigung der Gebäude des Pachthofes mit dem Pächter Wilhelm Titius. Anwesend waren Regierungs- und Baurat Zingelmann, Kammerrat Krasemann und der Geheime Oberbaurat Pries. Der Übergang der Verwaltung des Pachthofes Darze von der Landdrostei Lübz, Abteilung Dobbertin erfolgte 1922 an die Landdrostei Lübz in Lübz.
1924 wurde mit dem Bau der Trafostation und den Masten für die elektrische Versorgung mit Licht im Dorf hergestellt. 1935 erwarb die Siedlungsgesellschaft Deutsche Erde aus Schwerin den Pachthof und siedelte das Dorf für zwölf Bauernstellen auf. Der Gutshof ist in seiner Struktur erhalten geblieben.

## Politik

### Gemeindevertretung und Bürgermeister
Der Gemeinderat besteht (inkl. Bürgermeister) aus 8 Mitgliedern. Die Wahl zum Gemeinderat am 26. Mai 2019 hatte folgende Ergebnisse:
| Partei/Bewerber                                          | Prozent | Sitze |
| -------------------------------------------------------- | ------- | ----- |
| Freie Wählergemeinschaft Rom                             | 65,44   | 5     |
| Wählergemeinschaft Lancken-Strahlendorf-Darze (LASTRADA) | 25,90   | 2     |
| Einzelbewerber Luther                                    | 8,66    | 1     |

Bürgermeister der Gemeinde ist Volker Toparkus, er wurde mit 76,65 % der Stimmen gewählt.

### Eingemeindungen
Am 1. Januar 1951 wurde Stralendorf nach Darze eingemeindet. Am selben Tag kam Lancken zur Gemeinde Rom. Am 13. Juni 2004 wurde Stralendorf eingemeindet.

### Wappen, Flagge, Dienstsiegel
Die Gemeinde verfügt über kein amtlich genehmigtes Hoheitszeichen, weder Wappen noch Flagge. Als Dienstsiegel wird das kleine Landessiegel mit dem Wappenbild des Landesteils Mecklenburg geführt. Es zeigt einen hersehenden Stierkopf mit abgerissenem Halsfell und Krone und der Umschrift „• GEMEINDE ROM • LANDKREIS LUDWIGSLUST-PARCHIM“.

## Sehenswürdigkeiten
- Schlichte Fachwerkkirche aus dem 17. Jahrhundert (1668)
- Kleine neugotische Kirche von 1870/71 erbaut im Ortsteil Paarsch
- Fangelturm bei Stralendorf; ein im 14. Jahrhundert erbauter ehemaliger Wartturm, der Bestandteil des äußeren Grenzsicherungsrings um die Stadt Parchim war

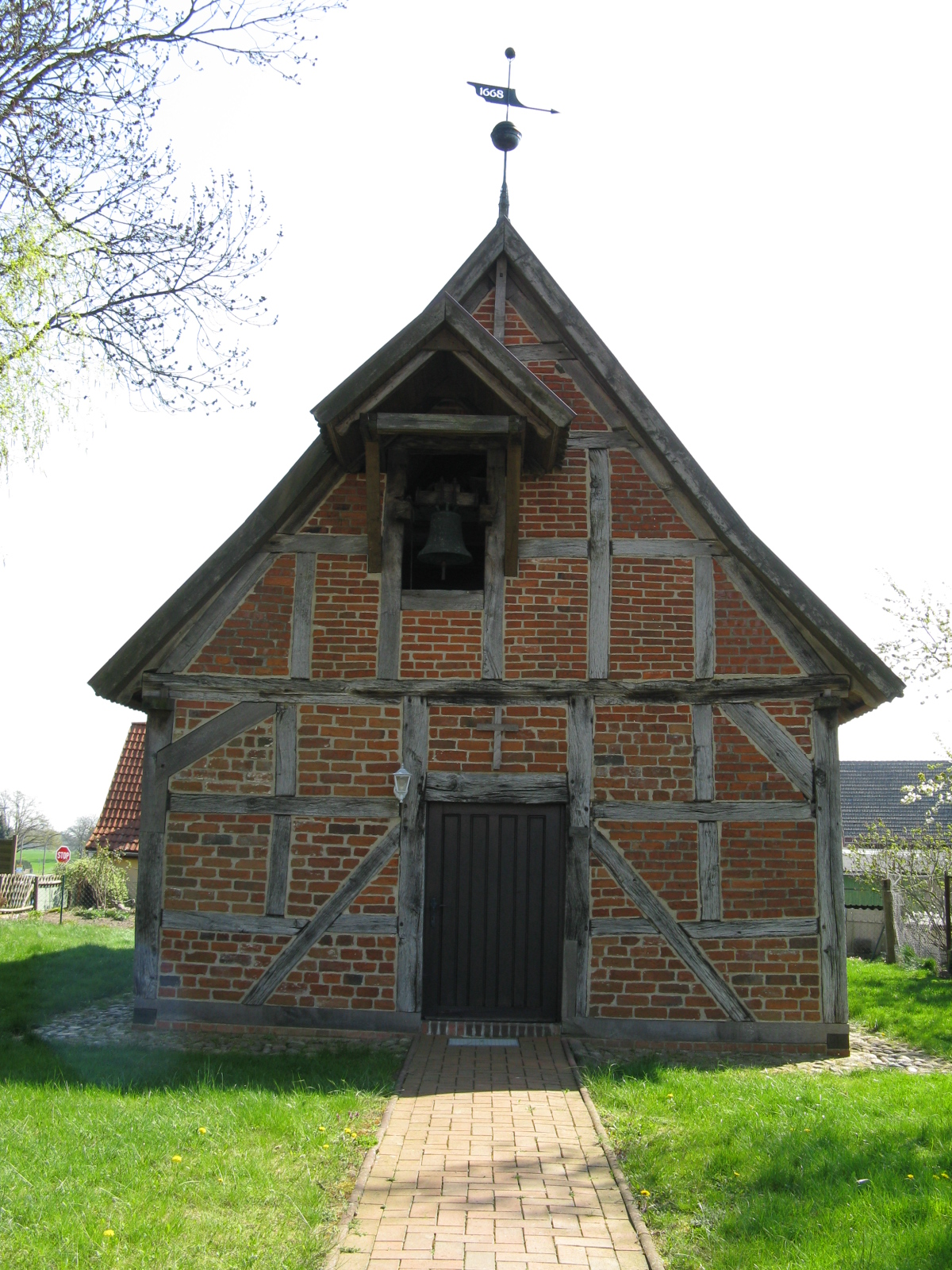
Fachwerkkirche in Rom (2008)
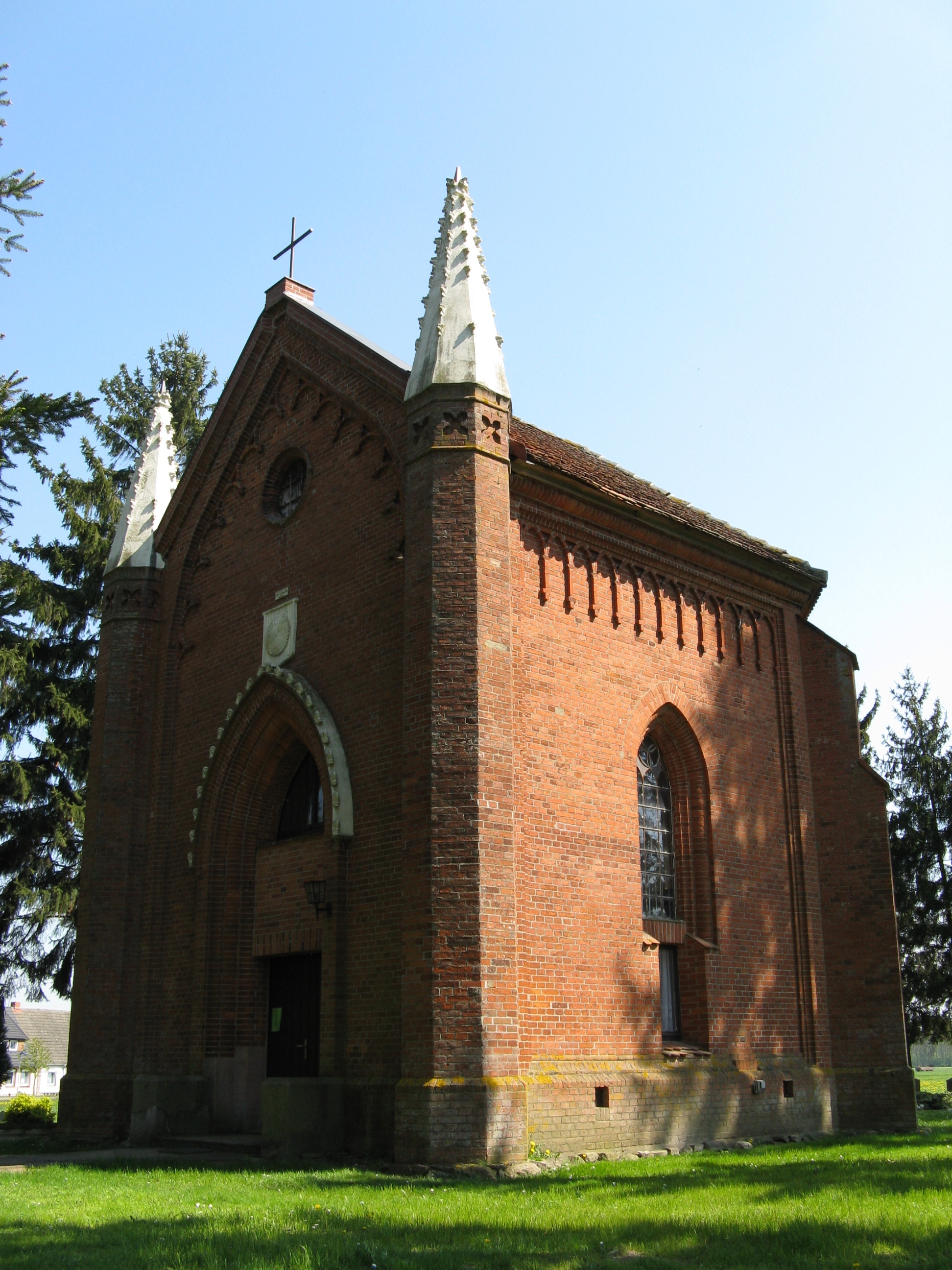
Dorfkirche in Klein Niendorf (2008)
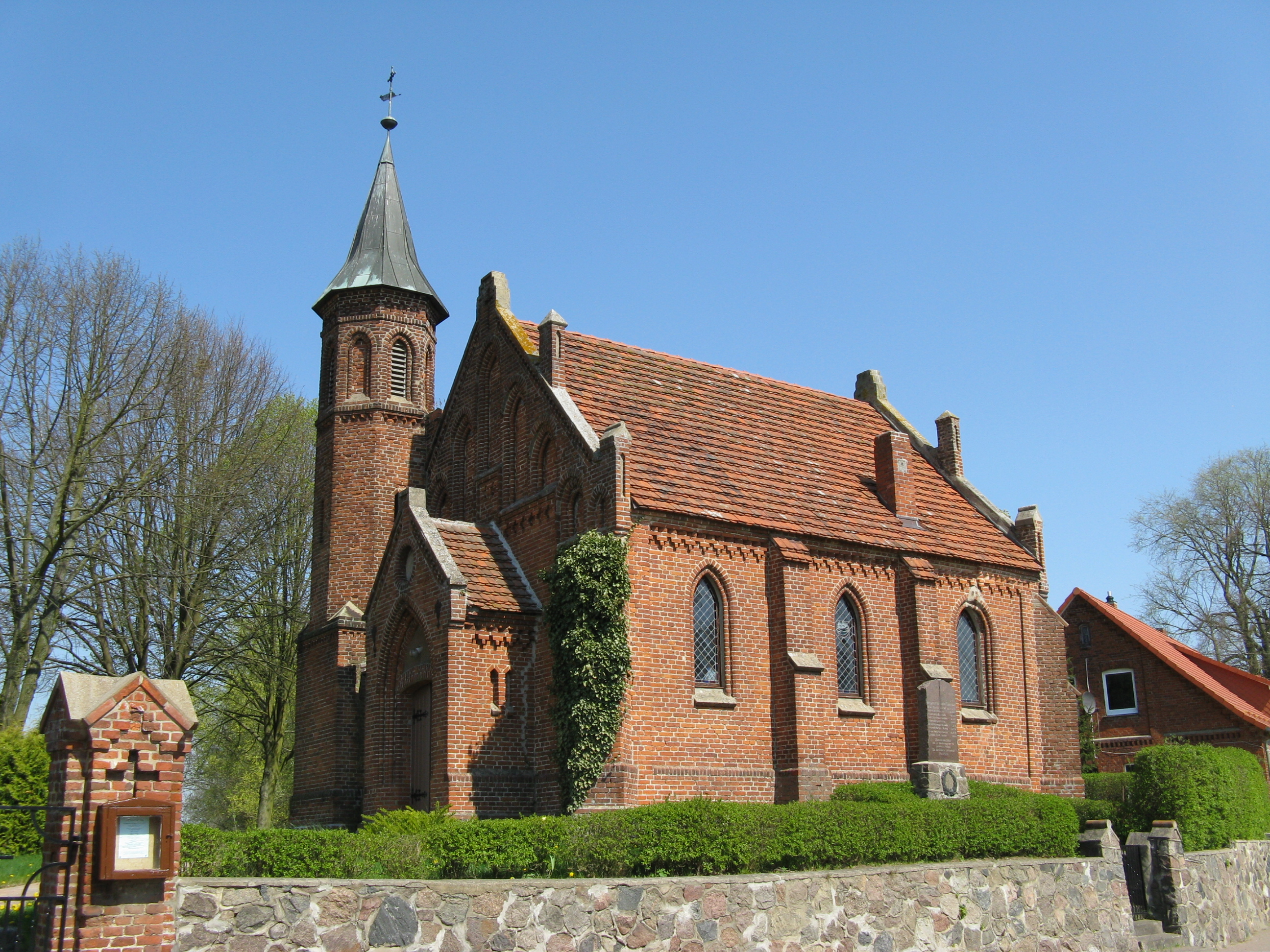
Dorfkirche in Paarsch (2008)
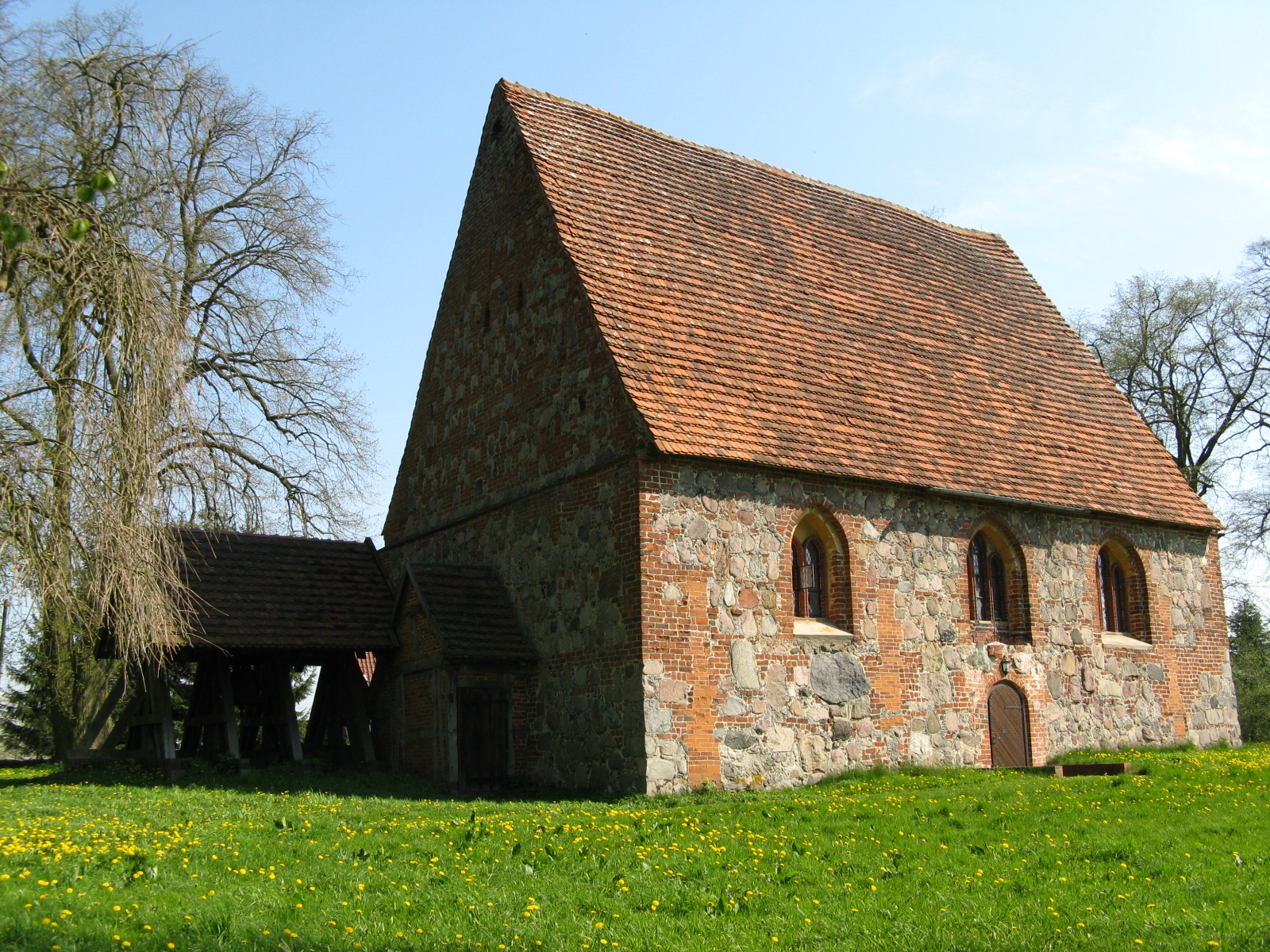
Dorfkirche in Lancken (2008)

## Söhne und Töchter
- Bernd Karrenbauer (geb. 1944), Eishockeyspieler für SC Dynamo Berlin und die DDR-Nationalmannschaft

## Mit Rom verbundene Persönlichkeiten
- Stefan Thomas (1932–2025), Bildhauer

### Darze
- Otto Weltzien (1873–1944), Buchhändler, Literaturhistoriker und Redakteur der Parchimer Norddeutschen Post, wurde vor allem durch seine Tätigkeit für John Brinckman bekannt

### Klein Niendorf
- Bernd von Below (1762–1834), Oberst und Stadtkommandant von Rostock

## Romersche Kikker
Im mecklenburgischen Rom entstand um 1800 die lokale Apfelsorte Romersche Kikker. Eine synonyme Bezeichnung für den sehr süßen und saftigen Apfel lautet Goldrenette Romersche Kikker. Die Sorte galt einst als guter Tafel- und Wirtschaftsapfel, ist aber heute fast verschwunden.

### Gedruckte Quellen
- Mecklenburgisches Urkundenbuch (MUB)
- Mecklenburgische Jahrbücher (MJB)

### Ungedruckte Quellen
Landeshauptarchiv Schwerin (LHAS)
- LHAS 1.5-4/3 Urkunden Kloster Dobbertin.
- LHAS 3.2-3/1 Landeskloster/Klosteramt Dobbertin.
- LHAS 5.11-2 Landtagsverhandlungen, Landtagsversammlungen, Landtagsprotokolle und Landtagsausschuß.
- LHAS 5.12-4/3 Ministerium für Landwirtschaft, Domänen und Forst, Abt. Siedlungsamt.

Landeskirchenarchiv Schwerin (LKAS)
- LKAS, OKR Schwerin, Landessuperintendentur.